# Wind Lake
Wind Lake är en ort i Racine County, Wisconsin, USA. Den ligger i kommunen Norway.